# My Favorite Songs (TUBEのアルバム)
『My Favorite Songs』（マイ・フェイバリット・ソングス）はTUBEのミニ・アルバム。1988年7月1日にCBS/SONYから8cmCD規格で発売された。

## 概要
CBS・ソニー創立20周年を記念してリリースされた8cmCDの収録時間である最大20分以内のミニ・アルバム作品「My Favorite Songs」シリーズの一作。1986年〜1988年までのシングル表題曲が5曲選曲された。

## 収録曲
| 全作詞: 亜蘭知子。 |                              |           |                    |          |      |
| #                  | タイトル                     | 作詞      | 作曲               | 編曲     | 時間 |
| 1.                 | 「Beach Time」               | 亜蘭知子  | 織田哲郎           | 織田哲郎 | 3:52 |
| 2.                 | 「Dance With You」           | 亜蘭知子  | 栗林誠一郎         | 長戸大幸 | 4:08 |
| 3.                 | 「SUMMER DREAM」             | 亜蘭知子  | 織田哲郎           | 織田哲郎 | 4:10 |
| 4.                 | 「BECAUSE I LOVE YOU」       | 亜蘭知子  | 長戸大幸、西村麻聡 | 長戸大幸 | 4:46 |
| 5.                 | 「シーズン・イン・ザ・サン」 | 亜蘭知子  | 織田哲郎           | 織田哲郎 | 4:02 |
| 合計時間:          | 合計時間:                    | 合計時間: | 合計時間:          | 20:58    |      |